# Єрьоменко Анатолій Олександрович
Анатолій Олександрович Єрьоменко (нар. 6 липня 1948, місто Ровеньки, тепер Луганської області) — український радянський діяч, бригадир комплексної бригади робітників очисного вибою шахтоуправління імені Дзержинського виробничого об'єднання «Донбасантрацит» Луганської області. Депутат Верховної Ради УРСР 9—10-го скликань. Член Президії Верховної Ради УРСР 9—10-го скликань.

## Біографія
З 1965 року — робітник лісового складу, підземний вагонник шахтоуправління імені Дзержинського тресту «Фрунзевугілля» Луганської області. Член ВЛКСМ.
У 1967—1969 роках — служба в Радянській армії.
З 1969 року — робітник, з 1974 року — бригадир комплексної бригади робітників очисного вибою шахтоуправління імені Дзержинського виробничого об'єднання «Донбасантрацит» міста Ровеньки Ворошиловградської області.
Член КПРС з 1976 року.
Освіта вища.
Потім — на пенсії в селищі Дзержинське Луганської області.

## Нагороди
- ордени
- медалі